# Hvězdoňovice
Hvězdoňovice – gmina w Czechach, w powiecie Třebíč, w kraju Wysoczyna. 1 stycznia 2014 liczyła 100 mieszkańców.